# Nuno da Cunha
Nuno da Cunha (1487-1539), 2e seigneur de Gestaçô et Panóias, fils de Tristan da Cunha, fut le neuvième gouverneur de l'Inde portugaise.